# Archives départementales de la Loire
Les archives départementales de la Loire sont un service du conseil départemental de la Loire. Elles se situent à Saint-Étienne.

## Historique

### Les directeurs
- Laurent Boyer, de 1955 à 1959
- Françoise Poirier-Coutansais, de 1959 à 1969
- Eliane Viallard, de 1969 à 2000
- Solange Bidou, de 2001 à 2015
- Simon-Pierre Dinard, de 2016 à 2020
- Alain Morgat, depuis 2021

## Accès
Une partie des fonds sont numérisés (registres paroissiaux de 1469 à 1792, État civil de 1793 à 1909, tables décennales de 1792 à 1902 etc.)

## Fonds numérisés
- registres paroissiaux
- état civil
- cadastre napoléonien
- registres matricules militaires
- fonds Chaleyer
- presse (Le Républicain de la Loire et de la Haute Loire, Le Petit Stéphanois)

## Pour approfondir